# Hacienda

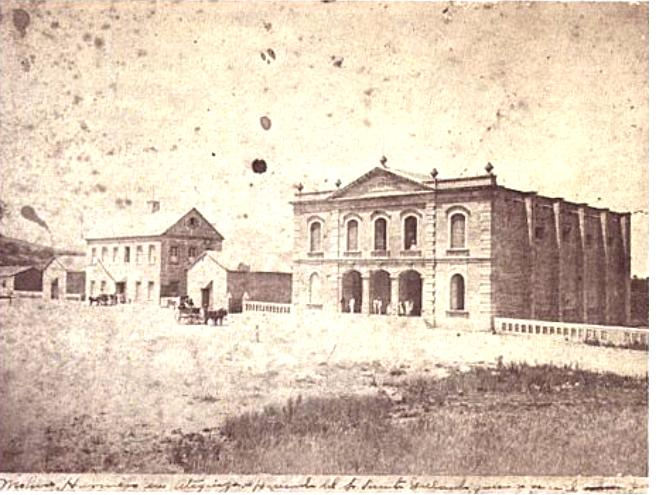
Mulino di grano e il teatro di Vicente Gallardo; Hacienda Atequiza, Hacienda Atequiza, Jalisco, 1886.

Hacienda è il nome spagnolo di una struttura tipica dell'Andalusia diffusasi in seguito nell'America Latina e negli ex territori messicani degli attuali Stati Uniti, consistente in una grande azienda agricola, con terreni per il pascolo, per l'agricoltura e talvolta persino miniere e fabbriche.

## L'America
Nel Sud, Centro e Nord America il proprietario della hacienda era chiamato hacendado o patrón (padrone) mentre i suoi dipendenti erano chiamati peones, campesinos, vaqueros o gauchos (nel Cono Sud) ognuno dei quali svolgevano un compito ben preciso. Le loro occupazioni erano le seguenti:
- I peones lavoravano la terra di proprietà del padrone per poco denaro;
- I campesinos lavoravano piccole proprietà i cui prodotti dovevano essere in parte ceduti al padrone;
- I vaqueros o gauchos si occupavano del bestiame di proprietà del padrone.

Nell'America latina il sistema delle haciendas rimase in piedi anche a seguito del collasso dell'Impero Spagnolo nei primi decenni dell'Ottocento. In Messico furono messe fuorilegge nel 1917 a seguito della rivoluzione messicana, tuttavia alcuni aspetti tipici della società delle haciendas sono ancora oggi parte dello stile di vita messicano, soprattutto nelle aree più rurali.

## Origini e crescita

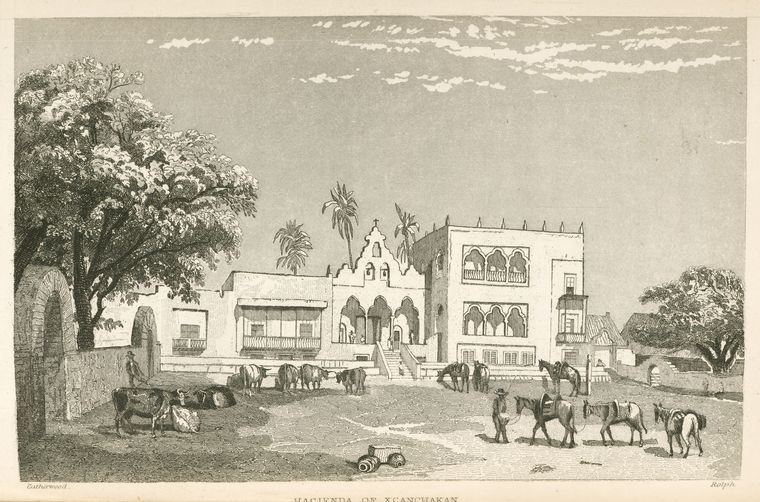
Hacienda di Xcanchakan, Yucatán, Messico

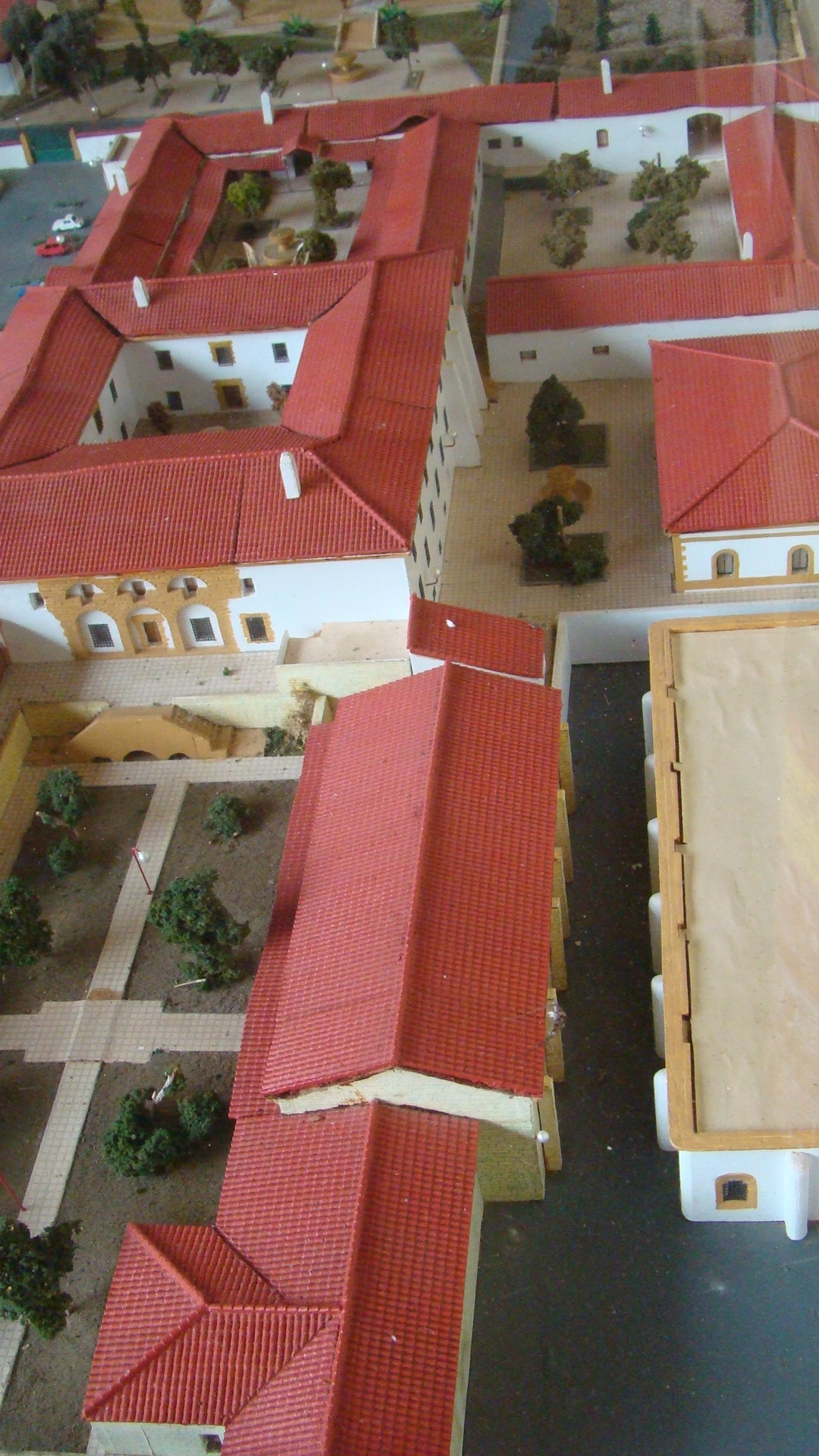
Modello della Hacienda de la Laguna, Baeza, Spagna.

Le haciendas hanno avuto origine durante la Reconquista dell'Andalusia in Spagna. L'improvvisa acquisizione delle terre conquistate permise ai re di concedere estesi possedimenti a nobili, mercenari e ordini militari religiosi per ricompensare il loro servizio militare. Le haciendas andaluse producevano vino, grano, olio e bestiame ed erano più puramente agricole di quanto sarebbe seguito nell'America spagnola.
Durante la colonizzazione spagnola delle Americhe, il modello hacienda fu esportato nel Nuovo Mondo, continuando il modello della Reconquista. Mentre gli spagnoli fondavano città nei territori conquistati, la corona distribuiva appezzamenti di terra più piccoli nelle vicinanze, mentre nelle aree più lontane, ai conquistadores venivano assegnate grandi concessioni di terra che divennero haciendas ed estancias (un grande appezzamento di terreno privato utilizzato per l'agricoltura o l'allevamento di bovini o ovini). Le haciendas furono sviluppate come imprese a scopo di lucro collegate ai mercati regionali o internazionali. Le tenute furono integrate in un'economia di mercato rivolta al settore ispanico e coltivavano colture come zucchero, grano, frutta e verdura e producevano prodotti animali come carne, lana, cuoio e sego.
Si ritiene che il sistema in Messico abbia avuto inizio quando la corona spagnola concesse a Hernán Cortés il titolo di Marchese della Valle di Oaxaca nel 1529, includendo l'intero stato attuale di Morelos, così come vaste concessioni di lavoro encomienda. Sebbene le haciendas abbiano avuto origine da concessioni all'élite, molti spagnoli comuni potevano anche presentare petizioni per concessioni di terreni alla corona. Nuove haciendas furono formate in molti luoghi nel XVII e XVIII secolo, quando la maggior parte delle economie locali si spostò dall'attività mineraria all'agricoltura e all'allevamento.
La distribuzione delle terre avvenne parallelamente all'assegnazione delle popolazioni indigene alla servitù sotto il sistema delle encomiendas. Sebbene l'hacienda non fosse direttamente collegata all'encomienda, molti detentori spagnoli di encomiendas combinarono in modo redditizio le due cose acquisendo terreni o sviluppando imprese per impiegare quella manodopera forzata. Mentre la corona si muoveva per eliminare la manodopera delle encomiendas, gli spagnoli consolidarono le proprietà terriere private e reclutarono manodopera su base permanente o occasionale. Alla fine, l'hacienda divenne una proprietà privata sicura, che sopravvisse al periodo coloniale e fino al XX secolo.

## Personale

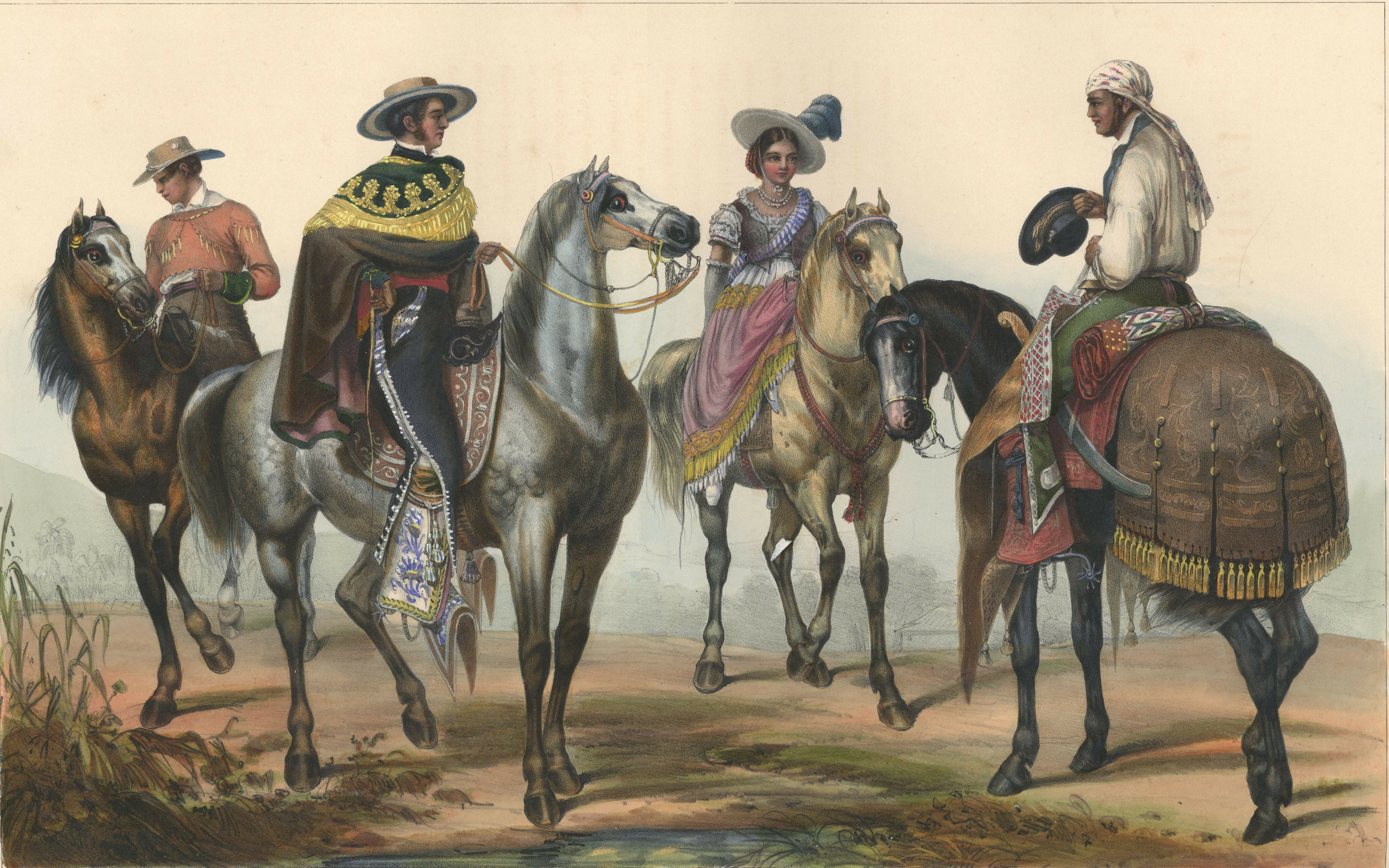
El Hacendero y su Mayordomo. Litografia colorata a mano evidenziata con gomma arabica. Misura originale 44,1×28 cm.

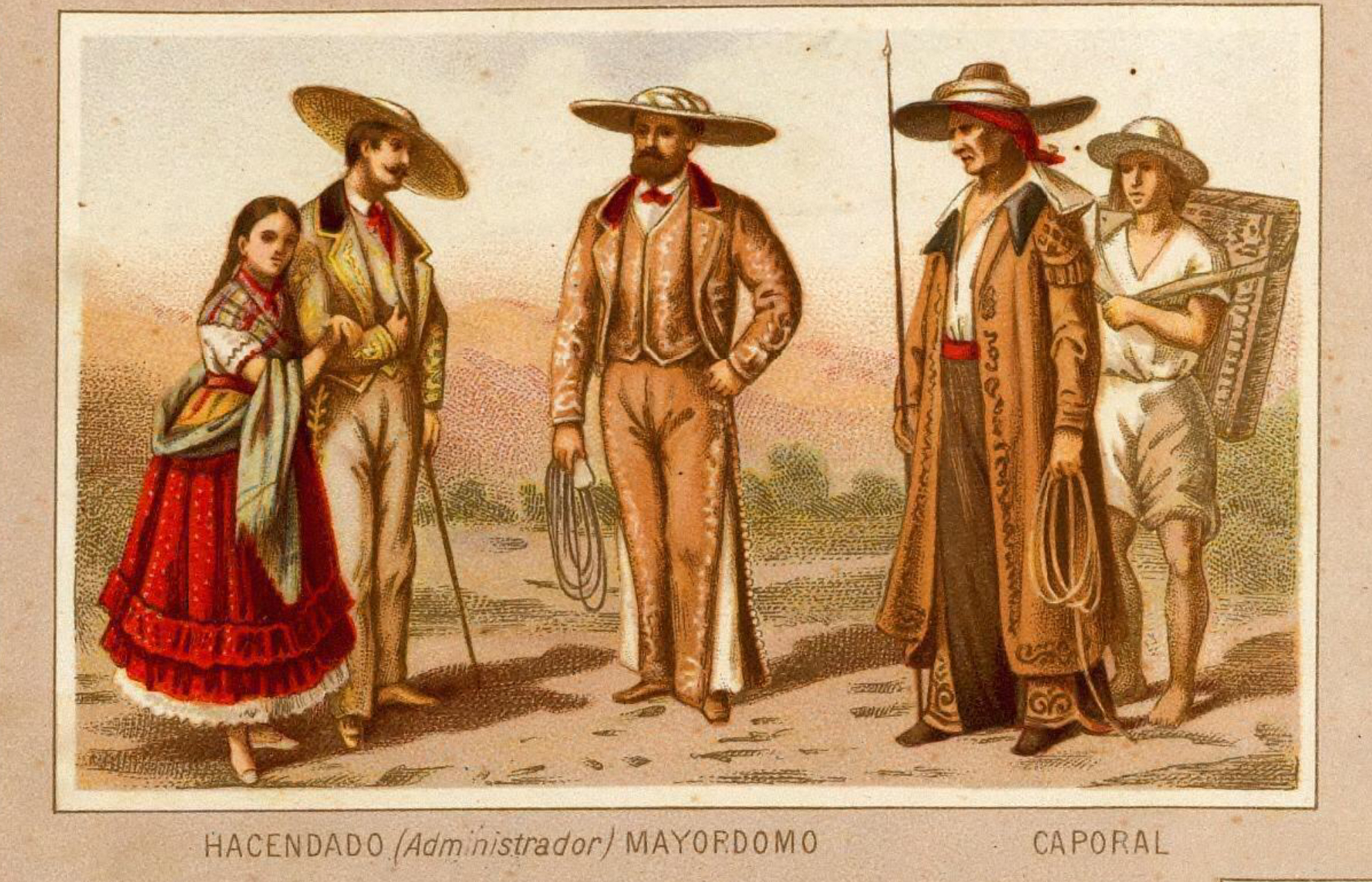
Gerarchia di un'hacienda messicana dedicata all'allevamento di bovini: l'Hacendado (o amministratore), il Mayordomo e il Caporal (1885).

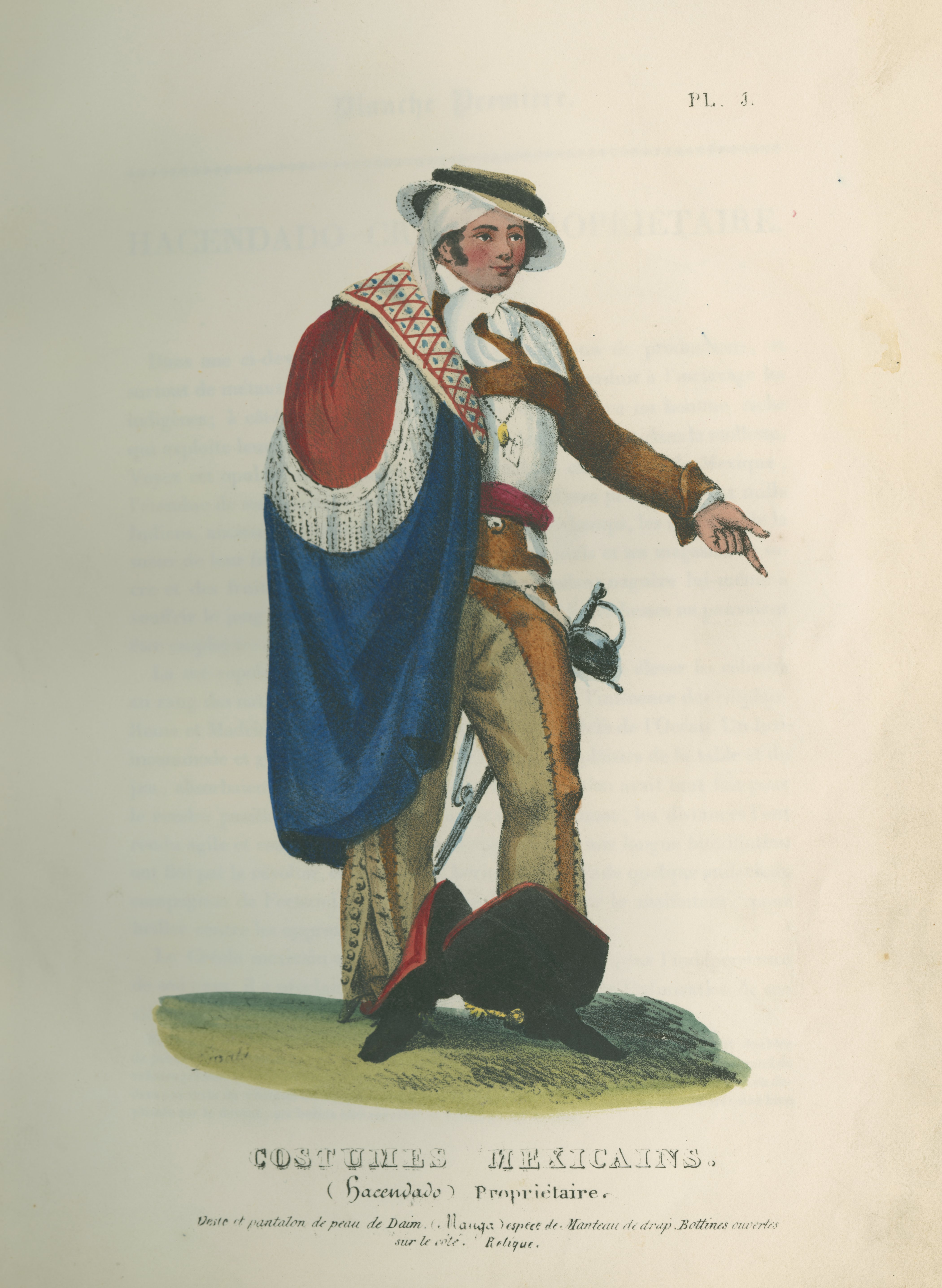
Hacendado Propriétaire dal libro Costumes civils, militaires et réligieux du Mexique (Londra, 1828).

Nell'America spagnola, il proprietario di un'hacienda era chiamato hacendado o patrón. La maggior parte dei proprietari di grandi e redditizie haciendas preferiva vivere nelle città spagnole, spesso vicino all'hacienda, ma in Messico, i proprietari più ricchi vivevano a Città del Messico, visitando le loro haciendas a intervalli. La gestione in loco delle tenute rurali era affidata a un amministratore o manager pagato, il che era simile all'usanza dell'encomienda. Gli amministratori venivano spesso assunti per un periodo di lavoro a tempo determinato, ricevendo uno stipendio e talvolta una quota dei profitti della tenuta. Alcuni amministratori acquisivano anche proprietà terriere nell'area della tenuta che stavano gestendo.
La forza lavoro nelle haciendas variava, a seconda del tipo di hacienda e della sua ubicazione. Nel Messico centrale, vicino alle comunità indigene e alle coltivazioni per rifornire i mercati urbani, spesso c'era una piccola forza lavoro permanente residente nell'hacienda. La manodopera poteva essere reclutata dalle comunità indigene vicine in base alle necessità, come al momento della semina e del raccolto. I dipendenti permanenti e temporanei dell'hacienda lavoravano la terra che apparteneva al patrón e sotto la supervisione dei capisquadra locali. In alcuni luoghi, i piccoli coltivatori o campesinos lavoravano piccole proprietà appartenenti all'hacendado e gli dovevano una parte dei loro raccolti.
L'allevamento del bestiame era fondamentale per le haciendas, le più grandi delle quali si trovavano in aree prive di una densa popolazione indigena, come il Messico settentrionale, ma quando le popolazioni indigene diminuirono nelle aree centrali, più terra divenne disponibile per il pascolo. Il bestiame era formato da animali originariamente importati dalla Spagna, inclusi bovini, cavalli, pecore e capre che facevano parte dello scambio colombiano e producevano cambiamenti ecologici significativi. Le pecore in particolare hanno avuto un impatto devastante sull’ambiente a causa del pascolo eccessivo. I braccianti a cavallo dei ranch variamente chiamati vaqueros e gauchos (nel Cono Sud), tra gli altri termini lavoravano per haciendas pastorali.
Laddove la hacienda prevedeva lo sfruttamento delle miniere, come in Messico, il patrón poteva ottenere un'immensa ricchezza. La hacienda gesuita Santa Lucía, insolitamente grande e redditizia, vicino a Città del Messico, fondata nel 1576 e durata fino all'espulsione nel 1767, è stata ricostruita da Herman Konrad secondo fonti d'archivio. Questa ricostruzione ha rivelato la natura e il funzionamento del sistema delle hacienda in Messico, la sua forza lavoro, i suoi sistemi di possesso della terra e il suo rapporto con la più ampia società ispanica in quel paese.
La Chiesa cattolica e gli ordini, in particolare i gesuiti, acquisirono vaste proprietà di hacienda o prestarono preferenzialmente denaro agli hacendados. In quanto titolare dei mutui dei proprietari delle hacienda, gli interessi della Chiesa erano legati alla classe dei proprietari terrieri. Nella storia del Messico e di altri paesi dell’America Latina, le masse svilupparono una certa ostilità nei confronti della Chiesa; al momento dell'indipendenza o durante certi movimenti politici, il popolo confiscava o limitava le tenute ecclesiastiche.
Le haciendas nei Caraibi si svilupparono principalmente poiché le piantagioni di zucchero dipendevano dal lavoro degli schiavi africani importati nella regione e gestiti da schiavi portati dall'Africa. A Porto Rico, questo sistema terminò con l'abolizione della schiavitù il 22 marzo 1873.

## Haciendas sudamericane

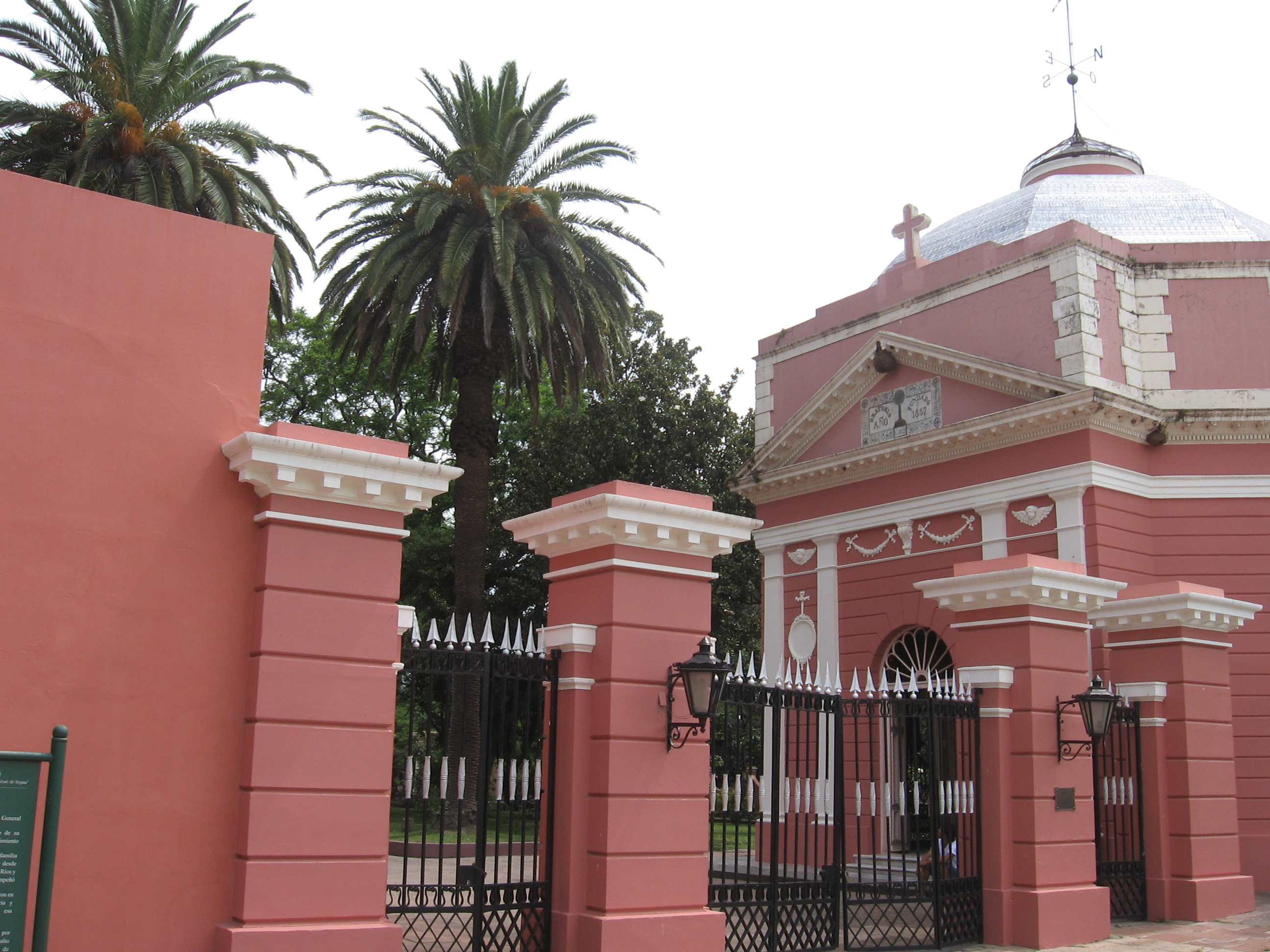
Palacio San José, Argentina; di proprietà di Justo José de Urquiza, XIX secolo.

In Sud America, la hacienda rimase dopo il crollo del sistema coloniale all'inizio del XIX secolo, quando le nazioni ottennero l'indipendenza. In alcuni luoghi, come nella Repubblica Dominicana, con l'indipendenza vennero compiuti sforzi per frazionare le grandi piantagioni in una miriade di piccole aziende agricole di sussistenza, una rivoluzione agraria.
In Bolivia, le haciendas erano prevalenti fino alla Rivoluzione del 1952 di Víctor Paz Estenssoro, il quale ha stabilito un vasto programma di distribuzione della terra come parte della Riforma Agraria. Allo stesso modo, il Perù aveva haciendas fino alla Riforma Agraria (1969) di Juan Velasco Alvarado, che espropriò la terra agli hacendados e la ridistribuì ai contadini.

### Cile
Le prime haciendas del Cile si formarono durante la conquista spagnola nel XVI secolo. La distruzione delle Sette Città in seguito alla battaglia di Curalaba (1598) significò per gli spagnoli la perdita sia dei principali distretti auriferi che delle maggiori fonti di manodopera indigena. Dopo quegli anni drammatici la colonia del Cile si concentrò nel Cile Centrale che divenne sempre più popolato, esplorato ed economicamente sfruttato. Gran parte della terra nel Cile Centrale fu bonificata con il fuoco durante questo periodo. Al contrario i campi aperti nel Cile meridionale furono ricoperti di vegetazione mentre le popolazioni indigene diminuivano a causa delle malattie introdotte dagli spagnoli e delle guerre intermittenti. La perdita delle città significò che gli insediamenti spagnoli in Cile divennero sempre più rurali con l'hacienda che acquisì importanza in questioni economiche e sociali. Con il declino dell'attività mineraria cilena nel XVII secolo si formarono più haciendas mentre l'economia si allontanava dall'attività mineraria e si concentrava sull'agricoltura e l'allevamento.
A partire dalla fine del XVII secolo le haciendas cilene iniziarono a esportare grano in Perù. Mentre la causa immediata di ciò fu il Perù colpito sia da un terremoto che da un'epidemia di puccinia graminis, il suolo cileno e le condizioni climatiche erano migliori per la produzione di cereali rispetto a quelle del Perù e il grano cileno era più economico e di migliore qualità rispetto al grano peruviano. Inizialmente le haciendas cilene non riuscirono a soddisfare la domanda di grano a causa di una carenza di manodopera, quindi dovettero incorporare lavoratori temporanei oltre al personale permanente. Un'altra risposta dei latifondi alla carenza di manodopera fu quella di agire come commercianti, acquistando grano prodotto da agricoltori indipendenti o da agricoltori che affittavano terreni. Nel periodo dal 1700 al 1850, questa seconda opzione fu complessivamente più redditizia. Furono principalmente le haciendas del Cile centrale, La Serena e Concepción a essere coinvolte nell'esportazione di cereali in Perù.
Nel XIX e all'inizio del XX secolo le haciendas erano la principale preda del banditismo cileno. Le haciendas cilene del XX secolo si distinguono per le cattive condizioni dei lavoratori e per essere una parte arretrata dell’economia. Le istituzioni dell’hacienda e dell’inquilinaje (un lavoratore che era in debito con un proprietario terriero e a cui era consentito di stabilire una fattoria su determinate porzioni della proprietà del proprietario terriero, in genere in terreni marginali per scoraggiare gli intrusi e in cambio lavorava senza stipendio) che caratterizzavano gran parte dell’agricoltura cilena furono eliminate dalla riforma agraria cilena (1962-1973).

## Altre località

### Filippine
Nelle Filippine, il sistema delle hacienda e gli stili di vita furono influenzati dalla colonizzazione spagnola avvenuta attraverso il Messico per più di 300 anni, ma che decollò solo nel 1850 per volere di Nicholas Loney, un uomo d'affari inglese e dell'Impero britannico. è viceconsole nella città di Iloilo. L'obiettivo di Loney, secondo Alfred W. McCoy, era la deindustrializzazione sistematica di Iloilo, che doveva essere realizzata spostando manodopera e capitale dall'industria tessile di quella città (Hiligaynon: habol Ilonggo), le cui origini sono antecedenti all'arrivo dei castigliani, alla produzione di zucchero sull'isola vicina di Negros. Anche il porto di Iloilo fu aperto al flusso di prodotti tessili britannici a buon mercato. Questi cambiamenti ebbero il duplice effetto di rafforzare le industrie tessili inglesi e scozzesi a scapito di quelle di Iloilo e di soddisfare la crescente domanda europea di zucchero.
Tra la fine del XX e l'inizio del XXI secolo, i tentativi di abolire il sistema delle hacienda nel paese attraverso leggi di riforma agraria non hanno avuto successo. La scadenza dell'accordo Laurel-Langley e il conseguente crollo dell'industria dello zucchero di Negros hanno dato al presidente Ferdinand E.E. Marcos l'opportunità di spogliare gli hacenderos del loro ruolo auto-nominato di kingmaker nella politica nazionale. Le speranze sono state di breve durata, tuttavia, poiché le proteste che ruotavano attorno a Hacienda Luisita, così come i massacri e gli assassini mirati nelle province di Negros, continuano fino ad oggi. L'opportunità che si era presentata in precedenza è stata sprecata e qualsiasi guadagno significativo è nato morto.

### Porto Rico

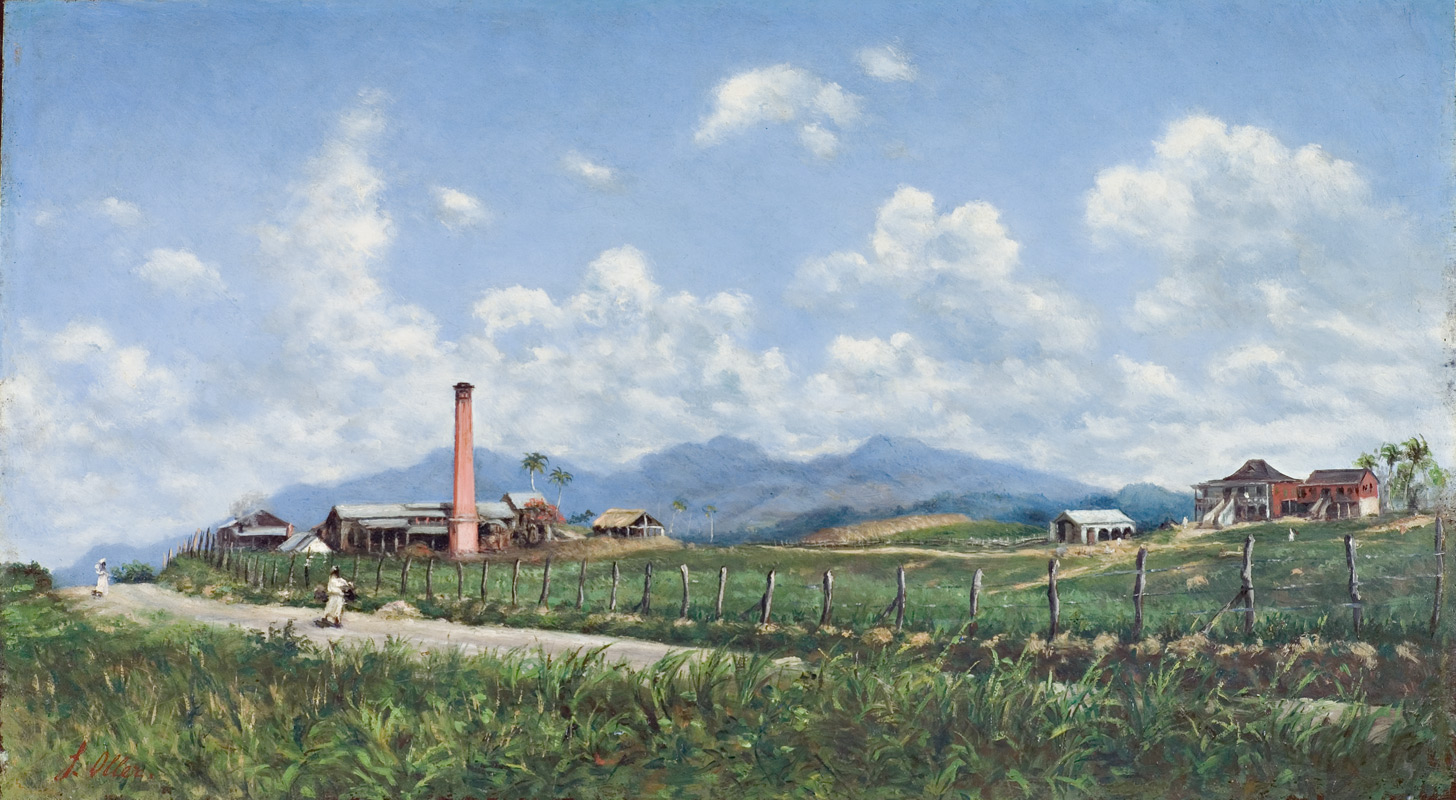
Rappresentazione di Francisco Oller dell'Hacienda Aurora (1899) a Ponce, Porto Rico.

Le haciendas a Porto Rico si svilupparono durante il periodo della colonizzazione spagnola. Un esempio di esse fu l'Hacienda Buena Vista del 1833, che si occupava principalmente della coltivazione, del confezionamento e dell'esportazione del caffè. Oggi l'Hacienda Buena Vista, che è elencata nel Registro nazionale dei luoghi storici degli Stati Uniti, è gestita come un museo, il Museo Hacienda Buena Vista.
L'Hacienda Mercedita del 1861 era una piantagione di zucchero che un tempo produceva, confezionava e vendeva zucchero con il marchio Biancaneve. Alla fine del XIX secolo, Mercedita divenne il sito di produzione del rum Don Q. La sua redditizia attività di rum è oggi chiamata Destilería Serrallés. L'ultima di tali haciendas decadde notevolmente a partire dagli anni '50, con l'industrializzazione di Porto Rico tramite l'operazione Bootstrap. A cavallo del XX secolo, la maggior parte delle haciendas che produceva caffè era scomparsa.
Le haciendas a base di zucchero si trasformarono in centrales azucarelas. Eppure negli anni '90, e nonostante il significativo sostegno fiscale del governo, le ultime 13 centrali portoricane azucares furono costrette a chiudere. Ciò segnò la fine delle haciendas operanti a Porto Rico. Nel 2000, gli ultimi due zuccherifici hanno chiuso, dopo aver operato per quasi 100 anni.
Un'"estancia" era una fattoria simile alle haciendas che produceva alimentari. Un'estancia differiva da un'hacienda in termini di tipi di raccolto gestiti, mercato di riferimento, macchinari utilizzati e dimensioni. Un'estancia, durante il periodo coloniale spagnolo a Porto Rico (1508 - 1898), era un appezzamento di terra utilizzato per coltivare "frutos menores" (raccolti minori). Vale a dire, i raccolti in tali fattorie di tipo estancia erano prodotti in quantità relativamente piccole e quindi erano destinati non alla vendita all'ingrosso o all'esportazione, ma alla vendita e al consumo locale (dove venivano prodotti) e nelle città adiacenti. Le haciendas, a differenza delle estancias, erano dotate di macchinari industriali utilizzati per la trasformazione dei raccolti in derivati come succhi, marmellate, farine, ecc., per la vendita all'ingrosso e l'esportazione. Alcuni "frutos menores" coltivati nelle estancias erano riso, mais, fagioli, batatas, igname, Xanthosoma sagittifolium e zucche; tra i frutti c'erano platani, banane, arance, avocado e pompelmi. La maggior parte delle haciendas a Porto Rico produceva zucchero, caffè e tabacco, che erano i raccolti destinati all'esportazione. Alcune estancias erano più grandi di un certo numero di haciendas, ma generalmente questa era l'eccezione e non la norma.

## Altri significati
Nell'era attuale, il Ministerio de Hacienda è il dipartimento governativo spagnolo che si occupa di finanza e tassazione. In Messico ha tali funzioni il Secretaría de Hacienda y Crédito Público, che è equivalente al Dipartimento del Tesoro degli Stati Uniti o all'HM Treasury nel Regno Unito.

## Lista di haciendas

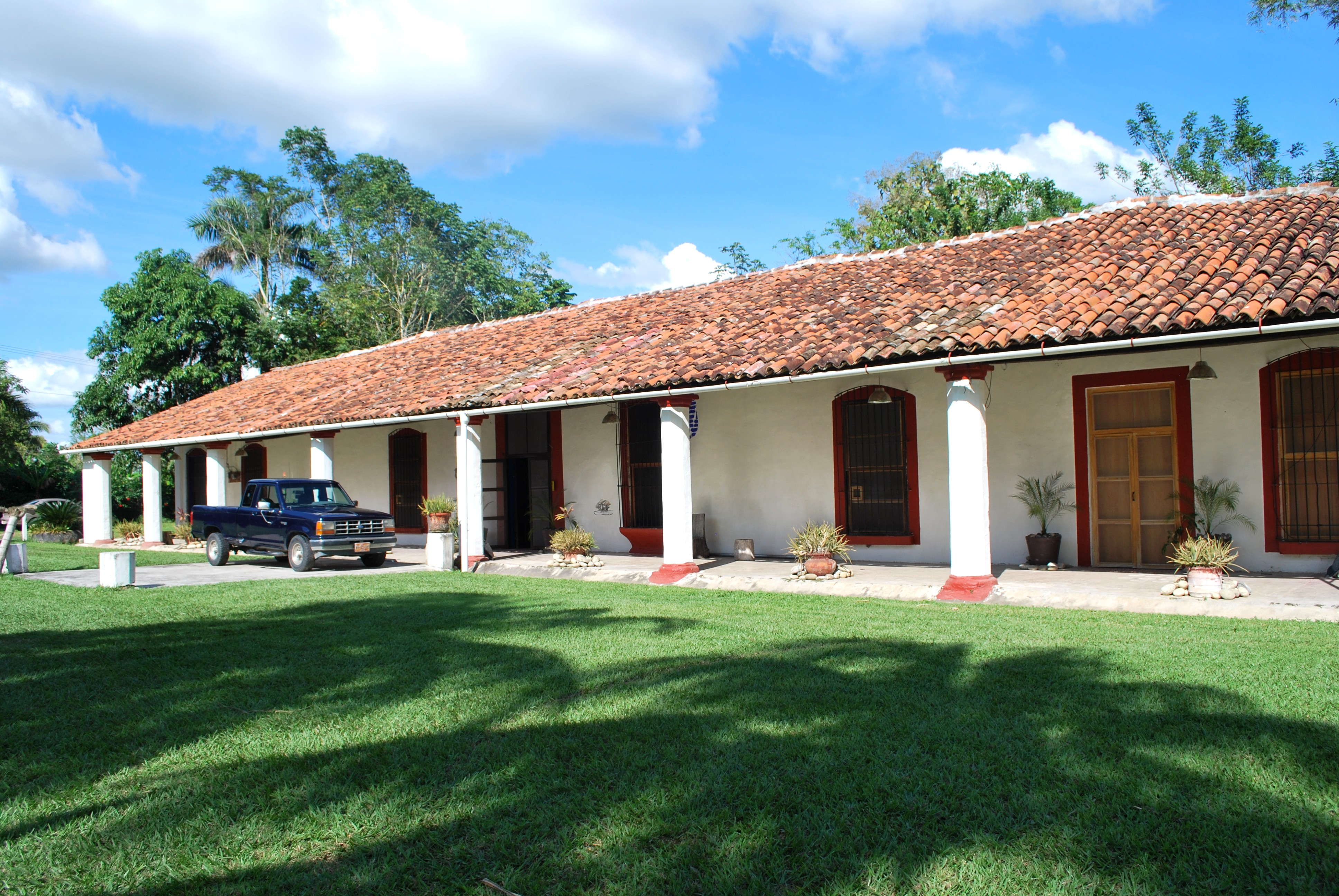
Abitazione principale della La Chonita Hacienda, a Tabasco, Mexico, ancora una fattoria di lavoro del cacao.

- Hacienda Cocoyoc
- Hacienda Buena Vista
- Hacienda Juriquilla
- Hacienda Luisita
- Hacienda Mercedita
- Hacienda Napoles
- Hacienda San Antonio de Petrel
- Palacio San José
- Hacienda San Jose Chactún
- Hacienda Yorba